# 平幕ノ内
平幕ノ内（たいらまくのうち）は、福島県いわき市の大字である。郵便番号は970-8014。

## 地理
いわき市中央部の平地区に属し、地区内北部に位置する。北で平中塩、東で平大室、南で平鯨岡、南西で平それぞれ隣接する。概ね町村制施行以前の磐城郡幕之内村の流れを汲む地域である。夏井川の左岸部の平地に位置し宅地や水田が広がり、東側の山際には用水路である小川江筋が流れる。内郷御厩町に所在するいわき中央警察署及び平字正内町に所在する平消防署がそれぞれ管轄にあたる。

### 河川
- 二級水系夏井川

### 主な字
字
- 一水口
- 五反田
- 田中
- 水穴
- 曾利町
- 手倉

- 高田
- 猿ケ作
- 大内
- 広畑
- 我曾内
- 西田

## 歴史
- 1879年1月27日 - 平藩領幕之内村が福島県内における郡区町村制の施行により磐城郡の村となる。
- 1889年4月1日 - 町村制の施行により幕之内村が四ツ波村、鯨岡村、大室村、上平窪村、中平窪村、下平窪村、中塩村と合併し、磐城郡平窪村が発足する。旧幕之内村域は平窪村の大字となる[4]。
- 1896年4月1日 - 磐城郡と周辺郡との合併により石城郡が発足し、石城郡平窪村となる。
- 1937年6月1日 - 平窪村が平町と合併して平市となり、平市の大字となる。
- 1966年10月1日 - 平市が磐城市・常磐市・内郷市・勿来市、石城郡小川町・遠野町・四倉町・川前村・田人村・好間村・三和村、双葉郡久之浜町・大久村と合併しいわき市となり、いわき市平地区の大字となる。

## 世帯数と人口
2023年10月31日現在の世帯数と人口は以下の通りである。
| 大字     | 世帯数 | 人口  |
| -------- | ------ | ----- |
| 平幕ノ内 | 89世帯 | 270人 |

## 小・中学校の学区
市立小・中学校に通う場合、学区は以下の通りとなる。
| 番地 | 小学校                 | 中学校                 |
| ---- | ---------------------- | ---------------------- |
| 全域 | いわき市立平第二小学校 | いわき市立平第二中学校 |

## 交通

### 鉄道
域内に鉄道施設は存在しない。

### 道路
- 一級市道掻槌小路上柳生線
  - 平橋
- 一級市道下平窪鎌田線

### バス
新常磐交通路線バス
- （いわき駅・小名浜方面） - 幕ノ内 - （平商業高校・四ツ波方面）
  - ＮＴ～八ツ坂～平商業高校
  - いわき駅～石森～四ツ波
  - 好間平坑～いわき駅～平商業高校
  - 小名浜～玉川～鹿島～平商
  - 小名浜～江名～いわき駅～平商

## 施設
- 正一位稲荷神社
  - 稲荷神社のシダレザクラ